# Universiteit van Californië - Los Angeles

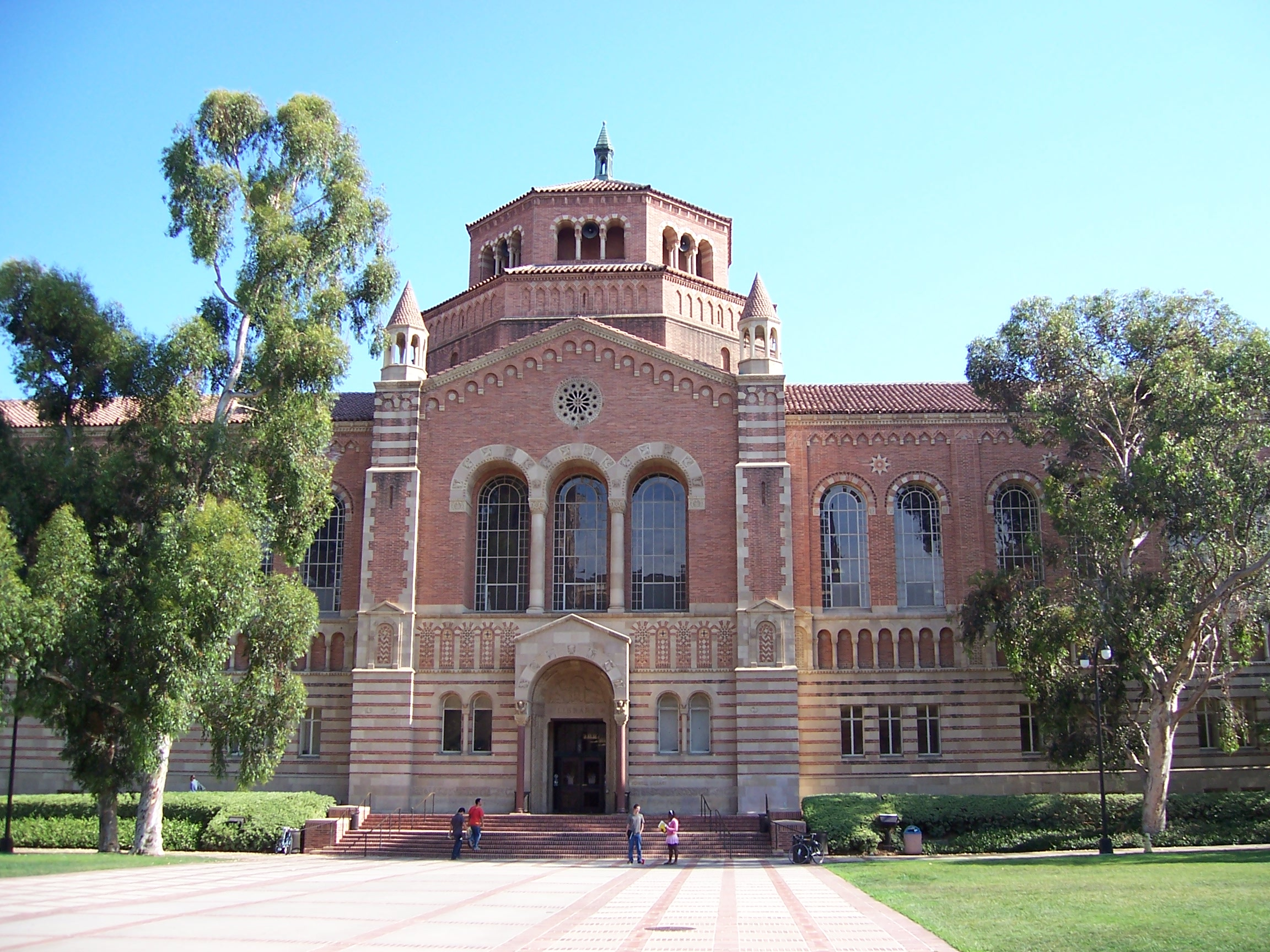
De hoofdbibliotheek van UCLA: Powell Library

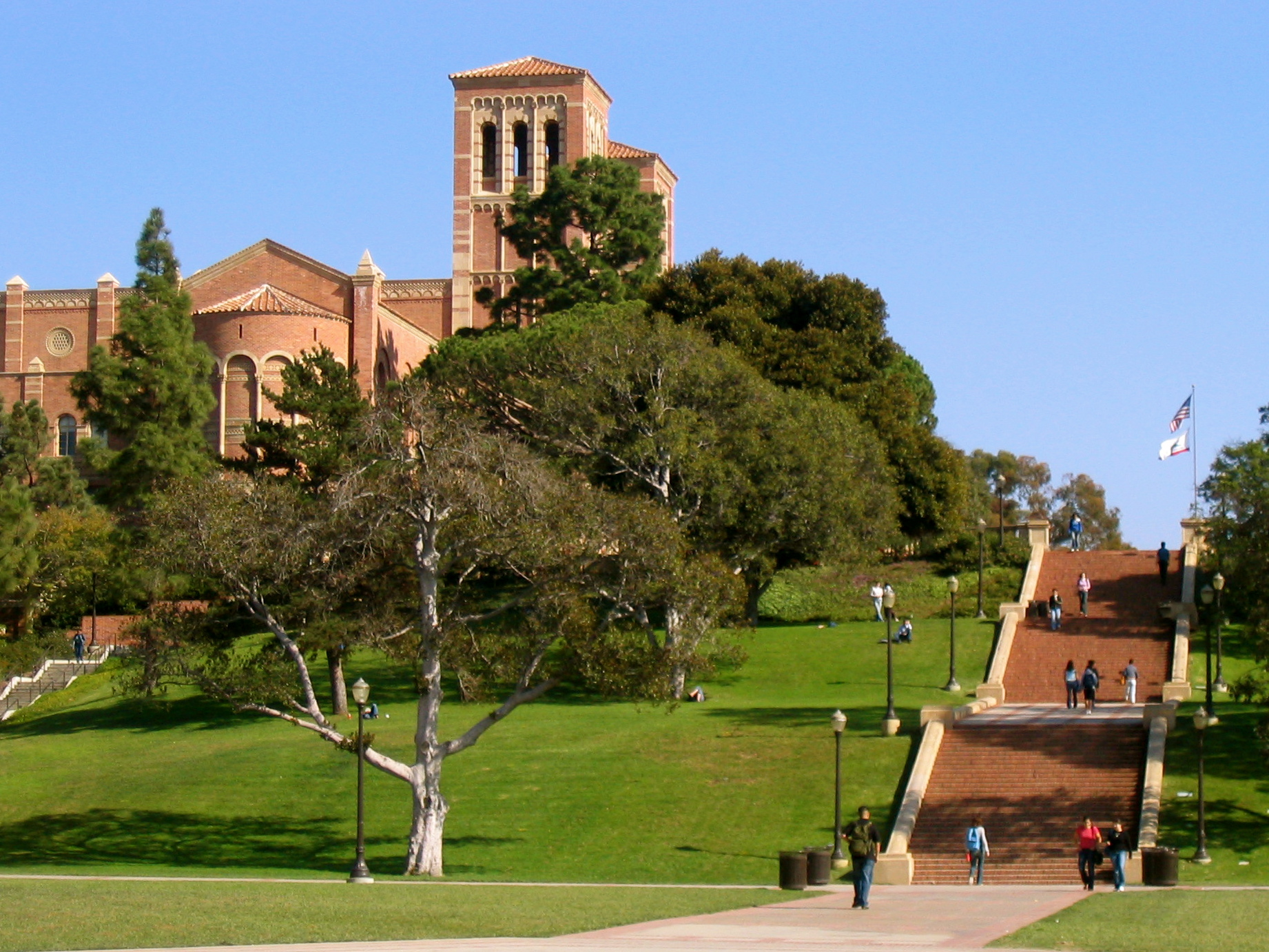
Janss Steps met Royce Hall in de achtergrond

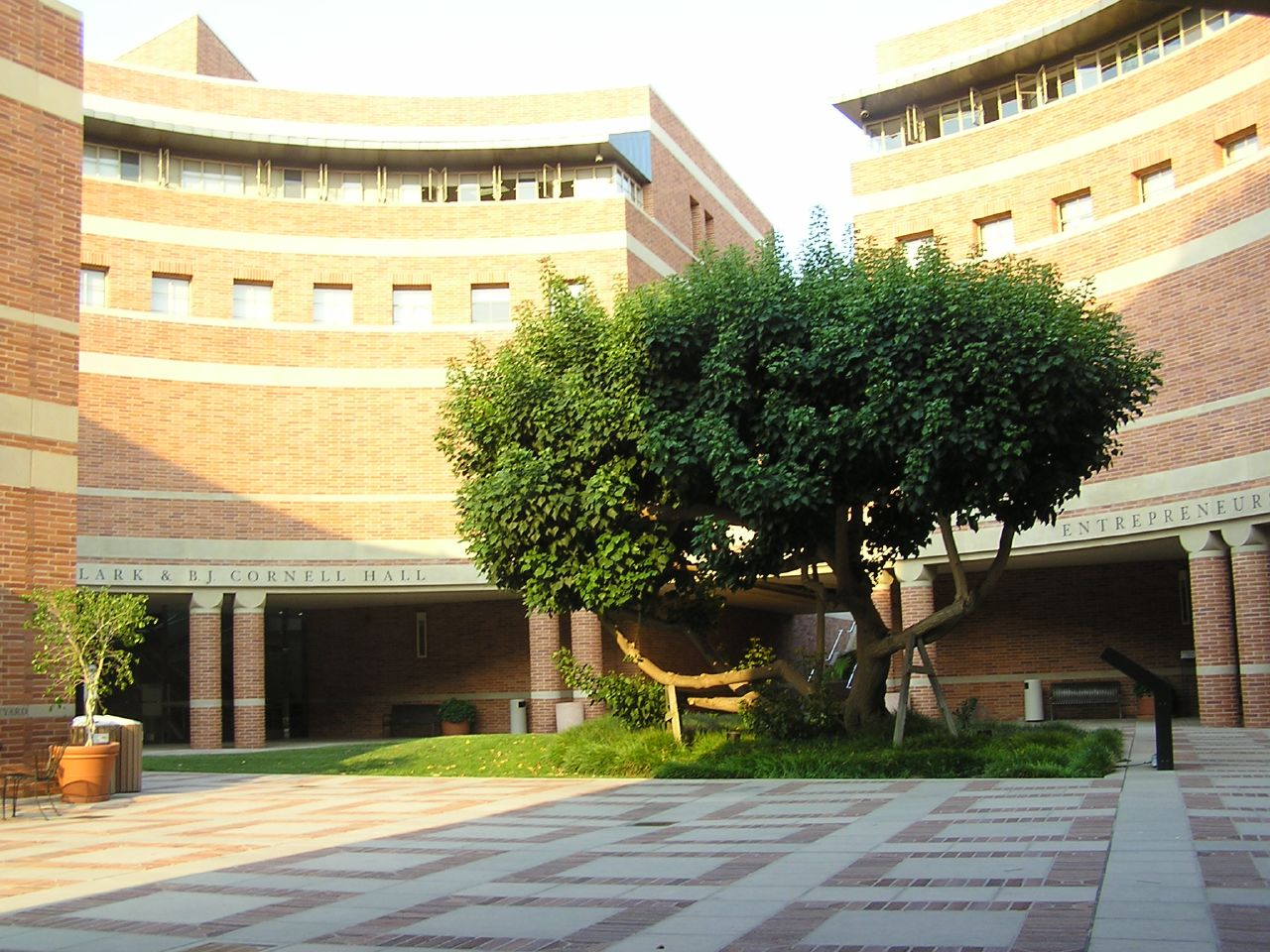
De UCLA Anderson School of Management

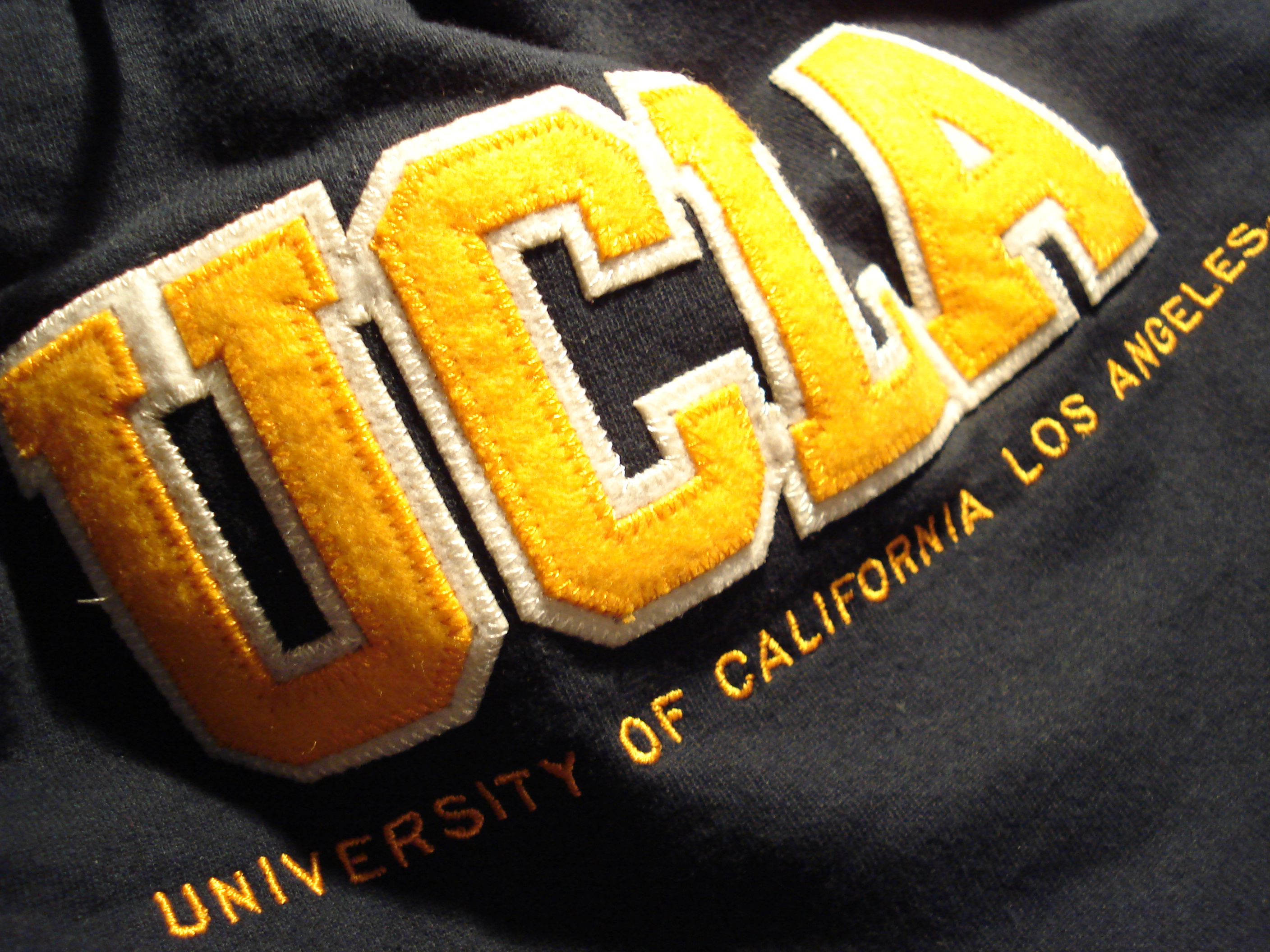
Een UCLA trui, UCLA is een van de sterkste universitaire "brands" ter wereld

De Universiteit van Californië - Los Angeles, bekend als UCLA, is de grootste campus van het Universiteit van Californië-systeem.
De faam van de universiteit is snel gestegen in de nu ruim 100 jaar van haar bestaan, want UCLA wordt vandaag de dag beschouwd als een van de topuniversiteiten van de Verenigde Staten, zo is UCLA onder andere uitgeroepen tot de nummer 14 van de wereld en de vijfde Public National University in de Verenigde Staten. UCLA staat bekend als een van de meest innovatieve universiteiten in de Verenigde Staten.

## Geschiedenis
In maart 1881 keurde de staat Californië, na veel gelobby door de inwoners van Los Angeles, de oprichting goed van een tweede staatsschool in Los Angeles om leraren te onderwijzen voor de groeiende populatie van zuidelijk Californië. Deze State Normal School at Los Angeles opende op 29 augustus 1882 haar deuren, op het terrein waar nu de centrale bibliotheek staat in Downtown Los Angeles. Deze nieuwe faciliteit bevatte onder andere een basisschool waar leraren in opleiding hun onderwijstechnieken in praktijk konden brengen.
In 1914 verhuisde de school naar een nieuwe campus aan Vermont Avenue in Hollywood. In 1917 stelde toenmalig directeur Ernest Carroll Moore voor dat de State Normal School at Los Angeles als tweede campus aan het Universiteit van Californië-systeem toegevoegd zou moeten worden. Dit werd officieel doorgevoerd op 23 mei 1919 toen de school veranderde in de Zuidelijke Afdeling van de Universiteit van Californië (UC) en een algemene mastersopleiding werd toegevoegd, het College of Letters and Science.
In 1927 werd de school hernoemd tot "University of California at Los Angeles". Het woord 'at' werd officieel vervangen door een komma in 1958, tegelijkertijd met andere campussen. Sindstoen staat de universiteit simpelweg bekend over de hele wereld als "UCLA." In 1927 startte de staat ook met de bouw van een nieuwe campus in de heuvels van Westwood. De eerste lessen op deze 1,7 km2 grote campus werden gegeven in 1929 in de vier eerste gebouwen. In 1933 werd UCLA toegestaan om masters graden uit te reiken, in 1936 werd haar toegestaan het doctorsdiploma uit te reiken.

## Campus
De UCLA campus bestaat momenteel uit 163, over 1,7 km² verspreid liggende, gebouwen. De campus is gelegen in het westelijke gedeelte van Los Angeles en grenst aan Westwood Village, Bel-Air, Beverly Hills en Brentwood.
De campus biedt brede groene grasvelden, beeldentuinen en fonteinen, musea en een mix van architectonische stijlen. De campus is verdeeld in een noordelijk gedeelte en een zuidelijk gedeelte. Het noordelijk gedeelte is de thuisbasis van de kunsten, sociale wetenschappen, recht en bedrijfskunde. Het zuidelijk gedeelte biedt plaats aan de medische wetenschappen en exacte vakken.

## Wetenschappelijke prestaties

### Ranglijsten
UCLA wordt door universiteitsranglijsten doorgaans als een van de topuniversiteiten van de Verenigde Staten aangeduid. De Washington Monthly plaatste UCLA als 2e universiteit in de Verenigde Staten. US News plaatste UCLA als 5e openbare universiteit in de Verenigde Staten en 25e in het algemeen. Het Instituut van Hoger Onderwijs van de Shanghai Jiao Tong Universiteit plaatste UCLA als 12e van de Verenigde Staten en 14e ter wereld.

### Toelating
Toelating op UCLA is aan strikte voorwaarden verbonden. In 2004 meldden 42.207 aankomende studenten zich aan bij UCLA voor het academisch jaar 2005-2006, meer dan aan enig andere Amerikaanse universiteit. Hiervan werden 11.338 aanmeldingen geaccepteerd - een toelatingspercentage van 26,9%.

### Faculteiten
UCLA bestaat onder meer uit de volgende onderdelen:
- UCLA College of Letters and Sciences
- UCLA Anderson School of Management
- UCLA School of the Law
- David Geffen Medical School at UCLA
- UCLA Film School
- UCLA School of Public Policy

## Alumni en medewerkers
Bekende alumni van de UCLA zijn onder meer nobelprijswinnaar Andrea Ghez, Francis Ford Coppola, James Dean, Jim Morrison (The Doors) en Peter Raven (directeur van de Missouri Botanical Garden).
Greg Graffin, zanger van Bad Religion, is werkzaam als leraar op de UCLA. Botanicus Harold Koopowitz heeft aan deze universiteit een Ph.D. behaald. Tussen 1975 en 1978 was Frank Almeda hier assistant professor. 

## Sport
UCLA's sport teams heten de UCLA Bruins (kleine beren), hun kleuren zijn blauw en goud. De Bruins nemen deel in de NCAA Division I-A als onderdeel van de Pacific Twelve Conference. Twee sportfacilititeiten zijn in gebruik als thuisstadion voor de UCLA sporten. Het Bruin football team speelt thuiswedstrijden in het Rose Bowl Stadium in Pasadena. De basketbal en volleybal teams spelen in Pauley Pavilion op de campus. De Bruin mascottes zijn Joe en Josephine Bruin en de strijdliederen zijn "Sons of Westwood" en "Mighty Bruins".
Tot aan 2006 heeft UCLA 120 nationale kampioenschappen gewonnen, waarvan NCAA kampioenschappen, meer dan welke andere universiteit dan ook. Van deze kampioenschappen zijn sommige van de meest noemenswaardige van het UCLA basketbal team. Onder leiderschap van de legendarische John Wooden heeft het UCLA basketbal team 10 NCAA kampioenschappen gewonnen, in 1964, 1965, 1967, 1968, 1969, 1970, 1971, 1972, 1973, en 1975. Een 11e overwinning werd toegevoegd door de toenmalige coach Jim Harrick in 1995. Van 1971 tot 1974 won UCLA's basketbalteam 88 achtereenvolgende wedstrijden. De Nederlanders Sandra van Embricqs, Swen Nater en Dan Gadzuric hebben in hun college-periode voor UCLA gespeeld. De Nederlandse basketbalsters Herma van de Lagemaat, Eugenie Lewis, Genevieve van Oostveen, Marja van Helvoort en Annette Keur mogen ook zeggen dat ze ooit voor UCLA speelden.
NBA-spelers die op de UCLA zaten zijn:
- Kareem Abdul-Jabbar (Milwaukee Bucks, Los Angeles Lakers)
- Trevor Ariza (New Orleans Hornets)
- Dan Gadzuric (New Jersey Nets)
- Luc Mbah a Moute (Milwaukee Bucks)
- Darren Collison (Indiana Pacers)
- Jordan Farmar (New Jersey Nets)
- Jaime Jaquez Jr. (Miami Heat)
- Kevin Love (Minnesota Timberwolves, Cleveland Cavaliers, Miami Heat)
- Swen Nater (Los Angeles Lakers)
- Reggie Miller (Indiana Pacers)
- Bill Walton (Portland Trail Blazers, San Diego Clippers, Boston Celtics)
- Russell Westbrook (Oklahoma City Thunder, Houston Rockets, Washington Wizards, Los Angeles Lakers, Los Angeles Clippers, Denver Nuggets)

WNBA-speelsters die op de UCLA zaten zijn:
- Sandra van Embricqs (Los Angeles Sparks)
- Noelle Quinn, Los Angeles Sparks
- Nikki Blue, (New York Liberty)
- Lisa Willis, Los Angeles Sparks